# أنتوني كامبل
أنتوني كامبل (بالإنجليزية: Anthony Campbell)‏ هو قاضي بريطاني، ولد في 30 أكتوبر 1936.